# Bellwood (Nebraska)
Bellwood é uma vila localizada no estado americano de Nebraska, no Condado de Butler.

## Demografia
Segundo o censo americano de 2000, a sua população era de 446 habitantes. 
Em 2006, foi estimada uma população de 429, um decréscimo de 17 (-3.8%).

## Geografia
De acordo com o United States Census Bureau, a localidade tem uma área de 0,6 km², sem área coberta por água.

## Localidades na vizinhança
O diagrama seguinte representa as localidades num raio de 20 km ao redor de Bellwood. 